# Mases
Mases o Masete (en griego, Μάσης) es el nombre de una antigua ciudad griega de Argólide, que fue mencionada por Homero en el Catálogo de las naves de la Ilíada, donde se relaciona con Egina.
Pausanias menciona que en su tiempo Mases era empleada como puerto por los habitantes de Hermíone y añade que desde allí partía un camino hacia el cabo Estrutunte.
Se ha sugerido que estaba ubicada en el área próxima a la actual población de Kilada.